# 34891 Elizabethpaige
34891 Elizabethpaige este o planetă minoră (asteroid), cu un diametru de 2,087 km, din centura de asteroizi. A fost descoperită pe 10 noiembrie 2001 la Experimental Test Site⁠(d) de Lincoln Near-Earth Asteroid Research. 
Obiectul prezintă o orbită caracterizată de o semiaxă mare de 2,2901286 UAi, o excentricitate de 0,13, o înclinație de 7,40005 ° în raport cu ecliptica.